# 張貴 (洪武進士)
張貴（？—？），福建建宁府瓯宁县人，明朝政治人物、同進士出身。
洪武二十六年，福建癸酉科鄉試中舉。洪武二十七年（1394年）甲戌科進士，授刑部郎中。